# 吐きだめの悪魔
『吐きだめの悪魔』（はきだめのあくま、原題：Street Trash）は、1986年にアメリカ合衆国で制作されたホラー映画。
2017年には、210分に及ぶ特典映像が収録されたブルーレイが「おなかいっぱい吐きそうエディション」として発売された。

## ストーリー
ニューヨーク市のマンハッタンに住む酒屋のエドは、自分の家の地下の壁板から、60年前のワインを見つけ、それを1本1ドルで売り出した。
だが、それを飲んだ人々が溶け出し、青いどろどろになってしまった。さらにたちの悪いことに、そのどろどろを浴びた者も同じように溶けてしまうのだ。
その事件を追う警官ビルは、浮浪者のリーダーであり、ベトナム復員兵のブロンソンに出会う。

## スタッフ
- 監督 : ジム・ミューロー
- 製作 : ロイ・フラムケス
- 原作 : ロイ・フラムケス
- 撮影 : デヴィッド・スパーリング
- 音楽 : リック・ウルフィック

- 字幕 : 林完治（VHS）、落合寿和（DVD）

## キャスト
- ビル・チェピル
- マイク・ラッケイ
- ヴィック・ノート
- ジェーン・アラカワ
- マーク・スフェラッツァ
- トニー・ダロウ
- ジェームズ・ロリンズ
- ミリアム・ズッカー
- M・ジャンゴ・クランチ

## 評価
レビュー・アグリゲーターのRotten Tomatoesでは13件のレビューで支持率は62%、平均点は5.40/10となった。